# Kia Ceed (CD)
| Sterne im Euro-NCAP-Crashtest 2019 in der Basisausstattung | 4 Sterne im Euro-NCAP-Crashtest |

| Sterne im Euro-NCAP-Crashtest 2019 mit Sicherheitspaket | 5 Sterne im Euro-NCAP-Crashtest |

Der Kia Ceed ist die dritte Generation des Pkw-Modells Kia cee’d des koreanischen Automobilherstellers Kia Motors. Sie wurde im Frühjahr 2018 vorgestellt und basiert auf dem Hyundai i30 (PD).
Im Gegensatz zu den ersten beiden Generationen wird das Fahrzeug mit einer Majuskel und ohne Apostroph als Ceed vermarktet. Das Crossover-SUV XCeed teilt sich die Plattform mit dem Ceed der dritten Generation.

## Geschichte
Die fünftürige Schrägheckversion und der Kombi wurden auf dem 88. Genfer Auto-Salon im März 2018 vorgestellt. Der Fünftürer kam am 30. Juni 2018 in den Handel, der Kombi folgte im September 2018. Auf dem Pariser Autosalon im Oktober 2018 präsentierte Kia mit dem ProCeed ein Shooting Brake und mit dem Ceed GT eine sportliche Variante. Das Modell löst damit den seit April 2012 gebauten Kia cee’d (JD) ab.
Ab Januar 2020 wurde der Kombi auch mit dem aus dem Niro bekannten Plug-in-Hybrid-Antrieb angeboten. Eine überarbeitete Version der Baureihe wurde am 14. Juli 2021 vorgestellt.
Gebaut wird der Ceed gemeinsam mit dem Kia Sportage im slowakischen Žilina.

## Karosserie
Die Karosserie baut auf der neuen K2-Plattform auf und ist steifer. Bislang werden drei Varianten angeboten:
|                       | fünftüriges Schrägheck                | fünftüriger Kombi                     | fünftüriger Shooting Brake  |
| Bauzeitraum           | seit Juni 2018                        | seit September 2018                   | seit Dezember 2018          |
| Länge × Breite × Höhe | 4310–4325 mm × 1800 mm × 1442–1447 mm | 4600–4605 mm × 1800 mm × 1460–1465 mm | 4605 mm × 1800 mm × 1422 mm |
| Radstand              | 2650 mm                               | 2650 mm                               | 2650 mm                     |
| Tankinhalt            | 50 l                                  | 50 l                                  | 50 l                        |

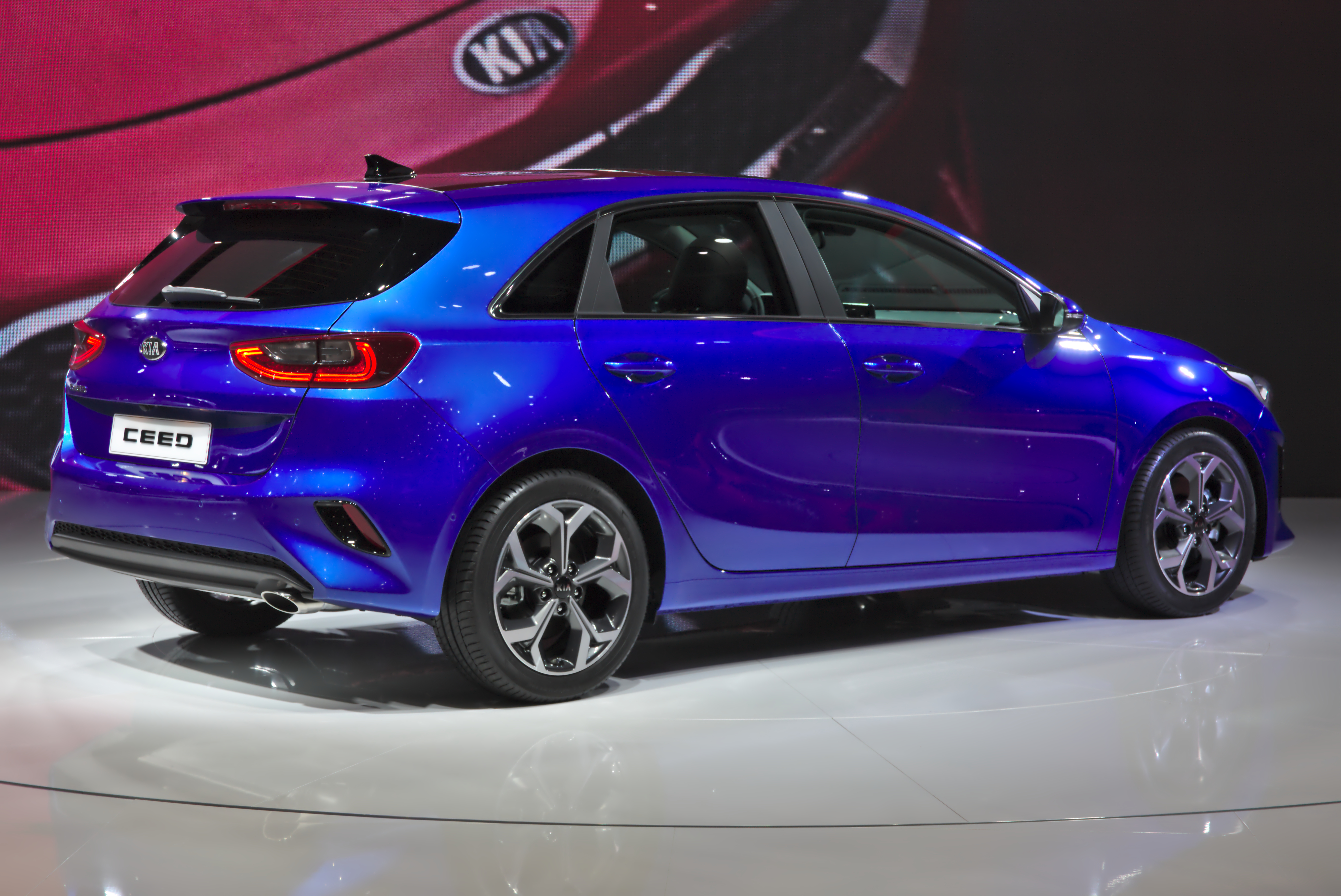
Heckansicht
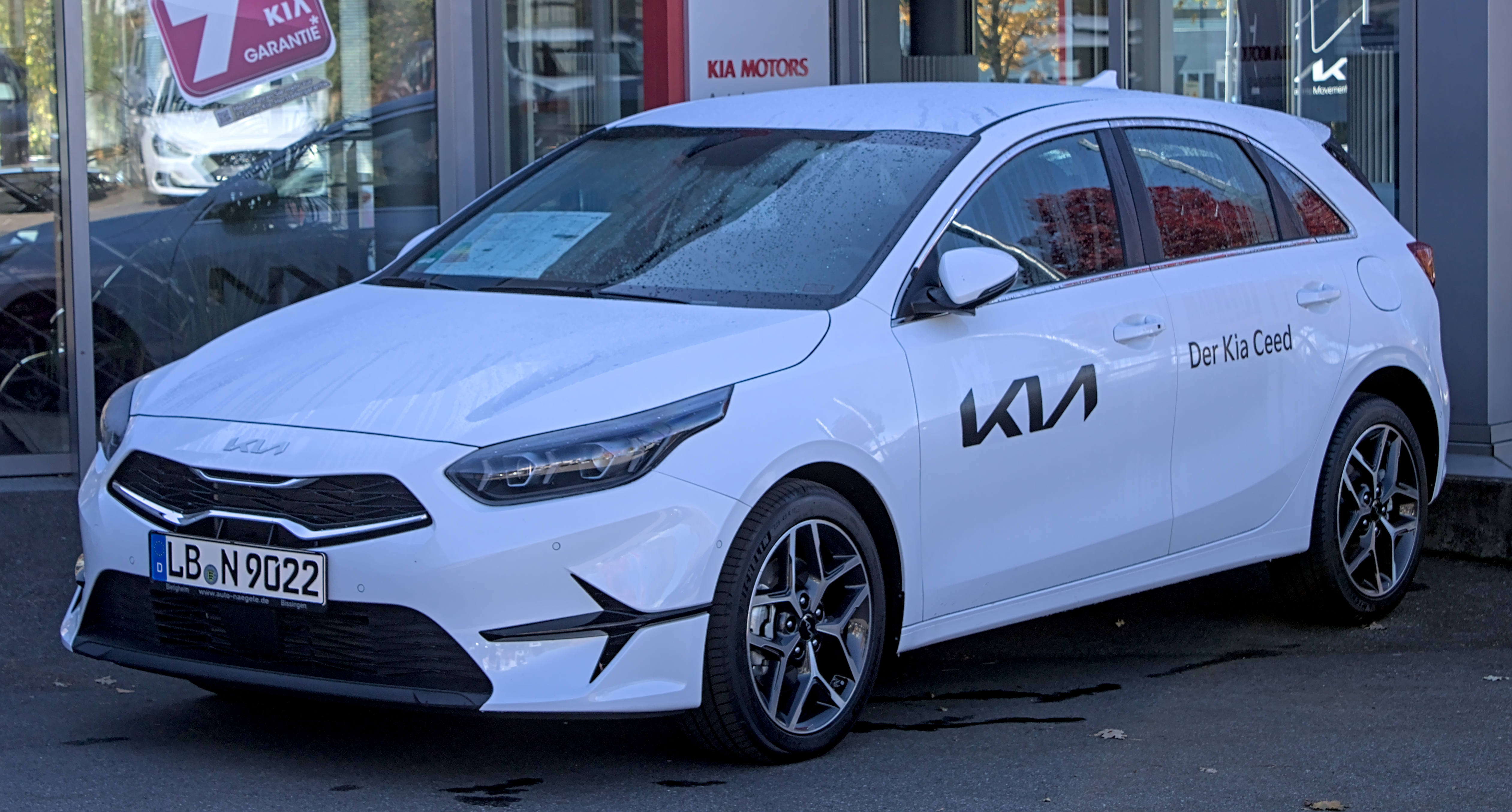
Kia Ceed (seit 2021)
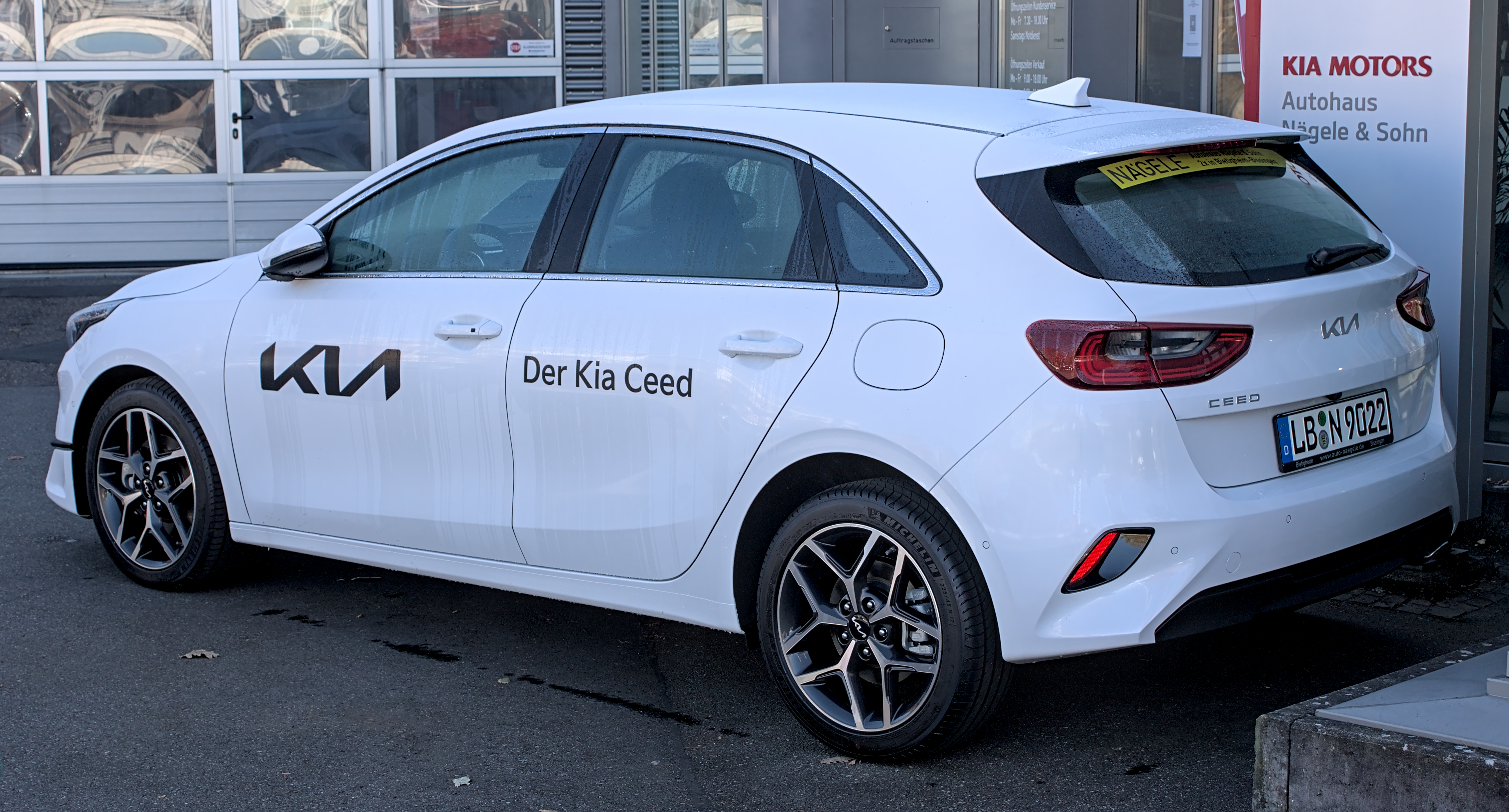
Heckansicht
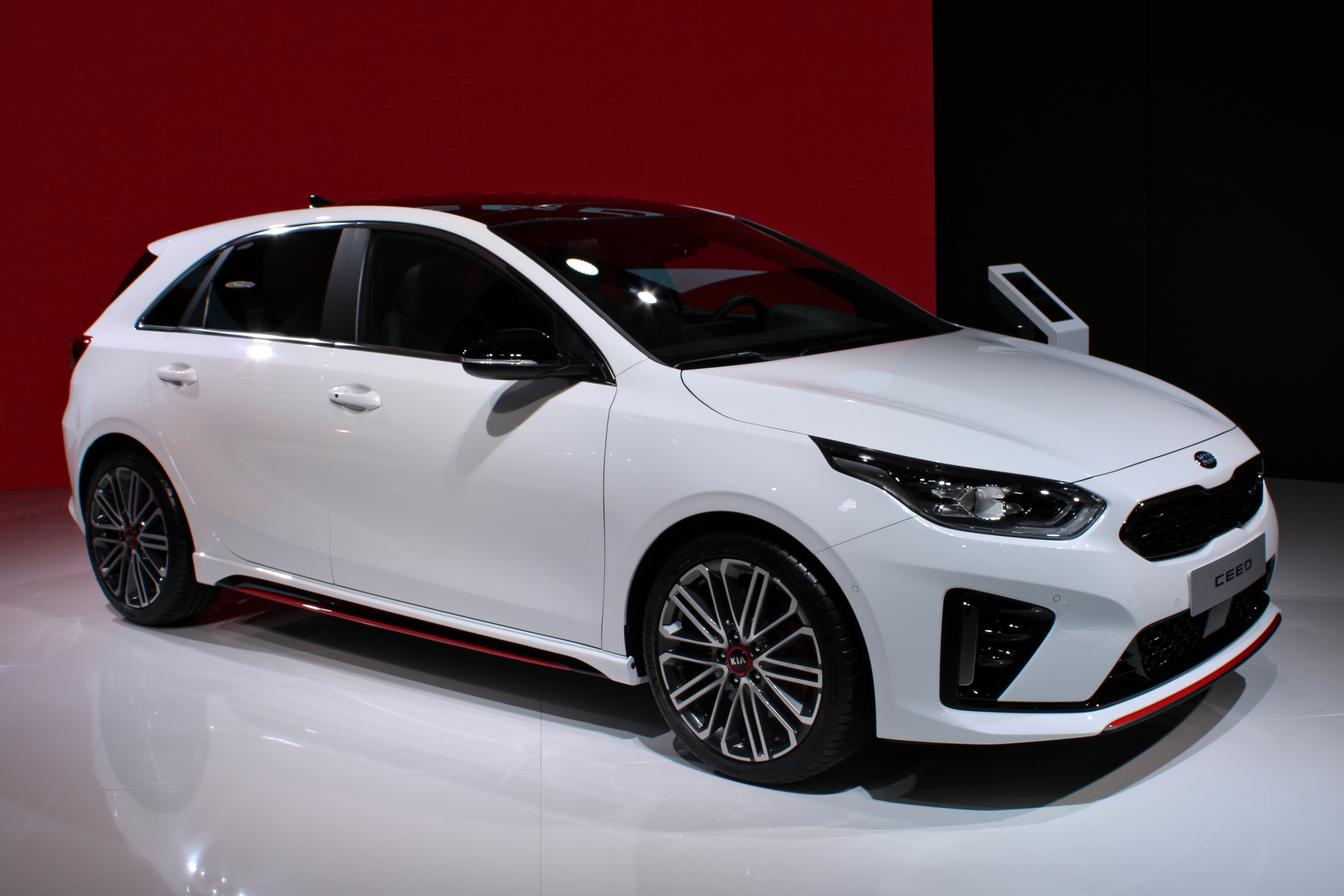
Kia Ceed GT (2018–2021)
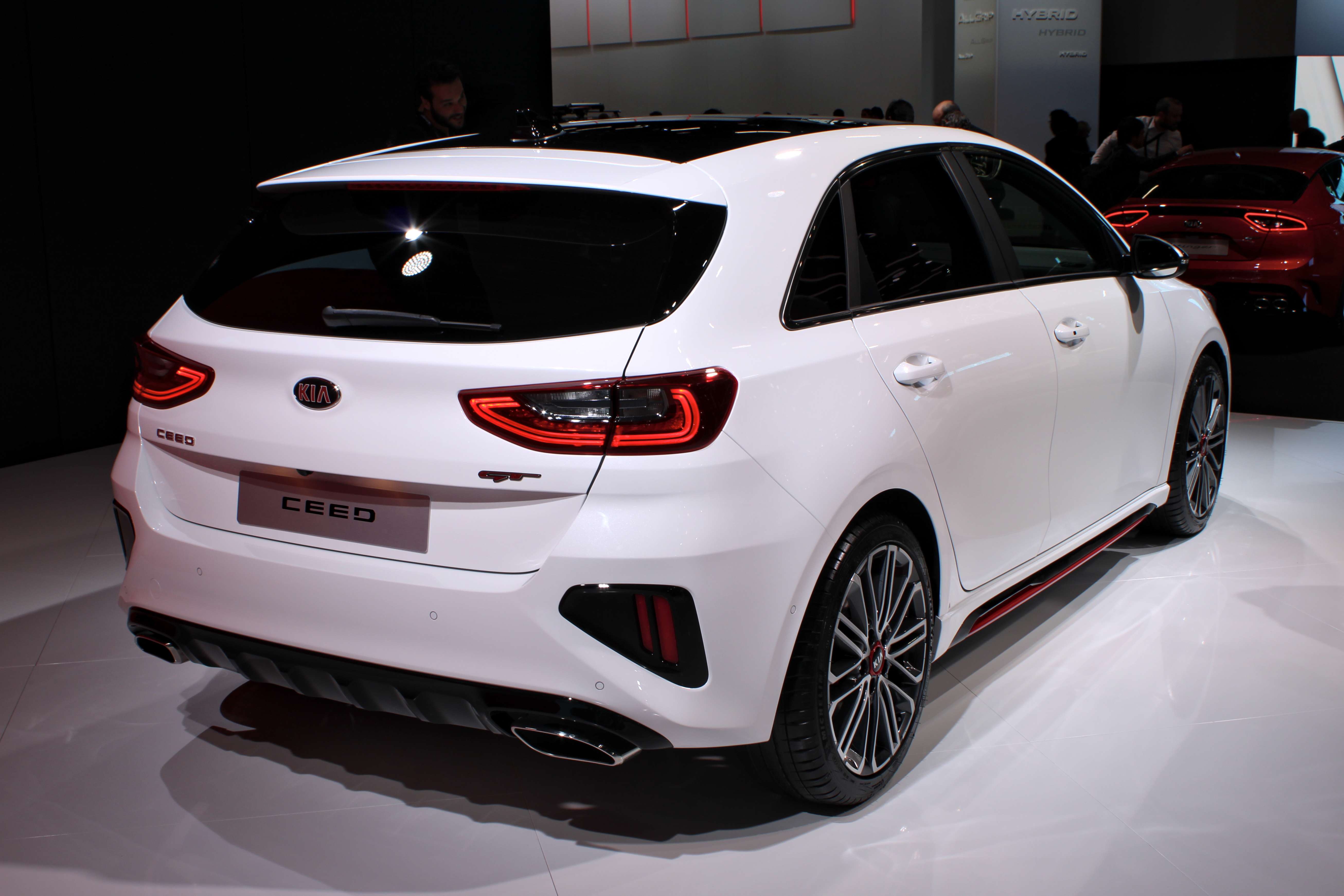
Heckansicht
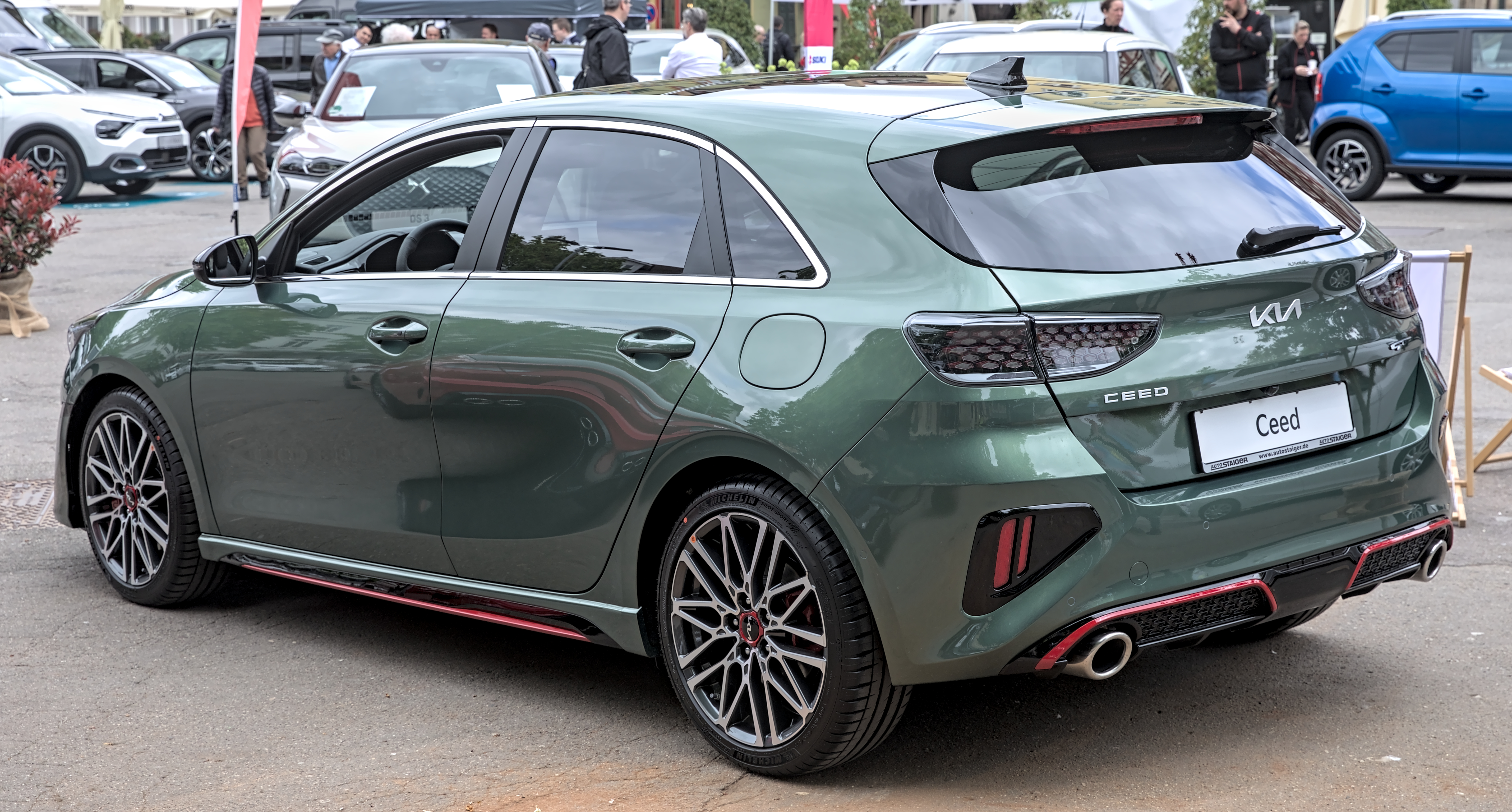
Kia Ceed GT (2021–2024)
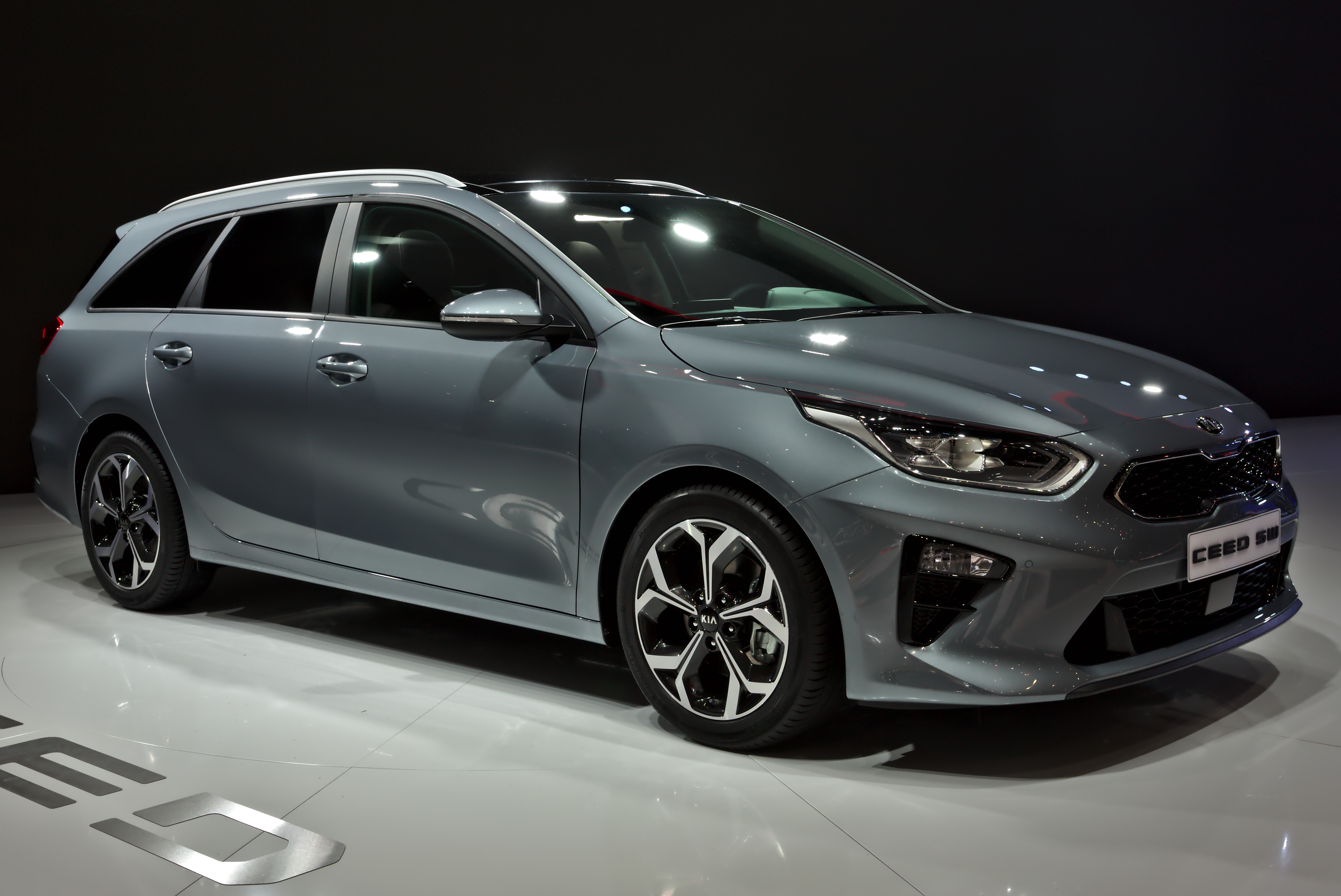
Kia Ceed SW (2018–2021)
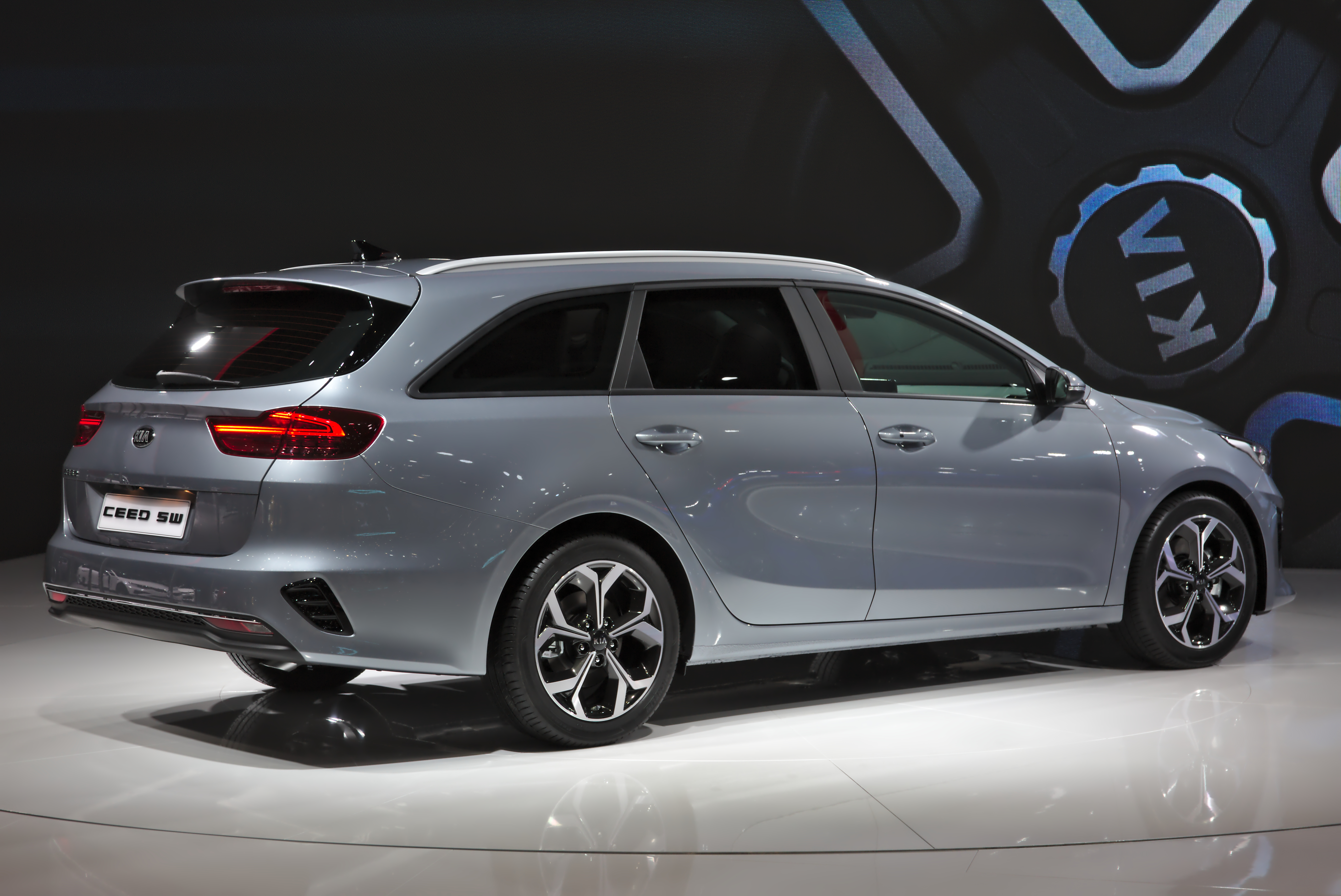
Heckansicht
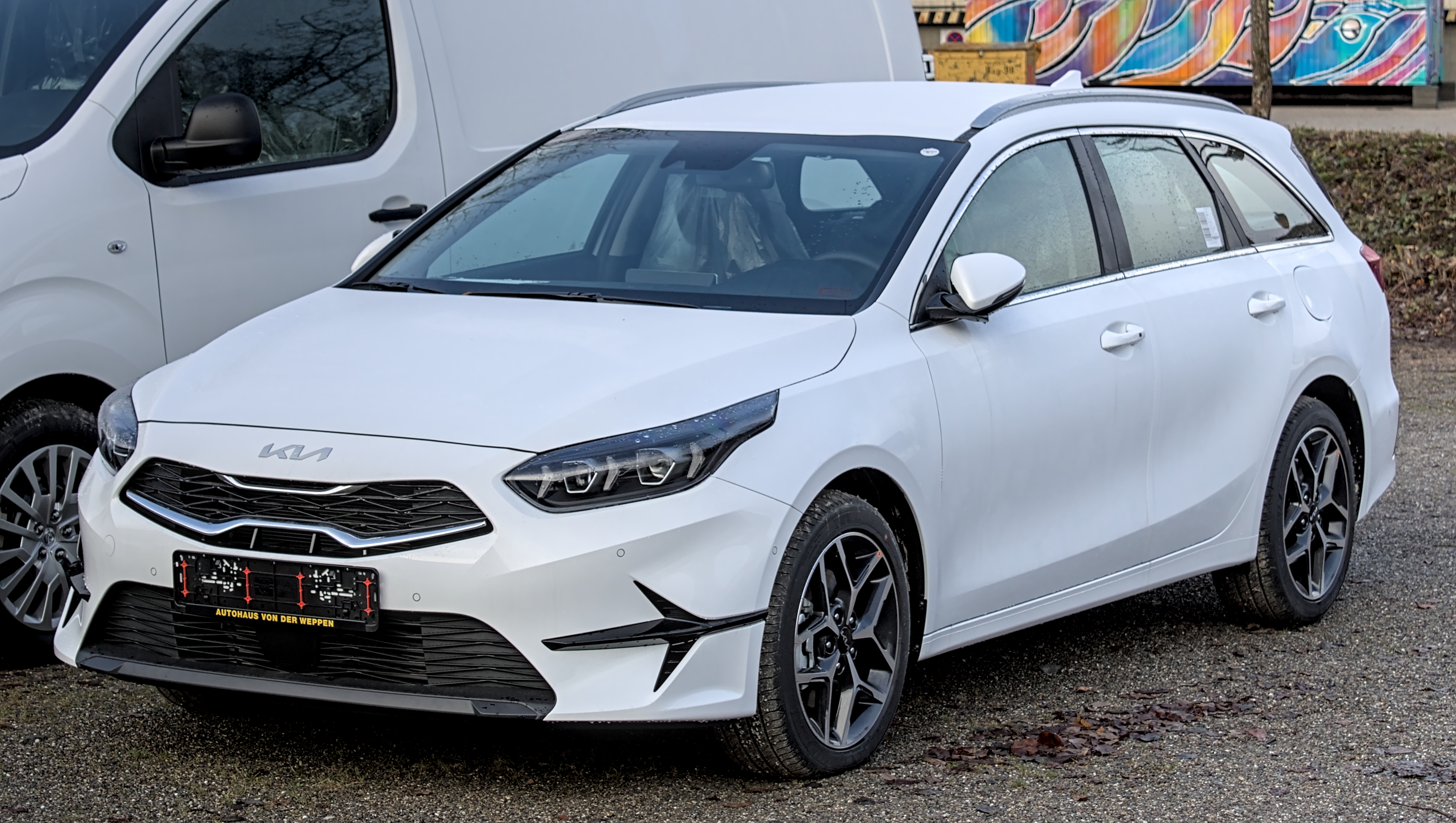
Kia Ceed SW (seit 2021)
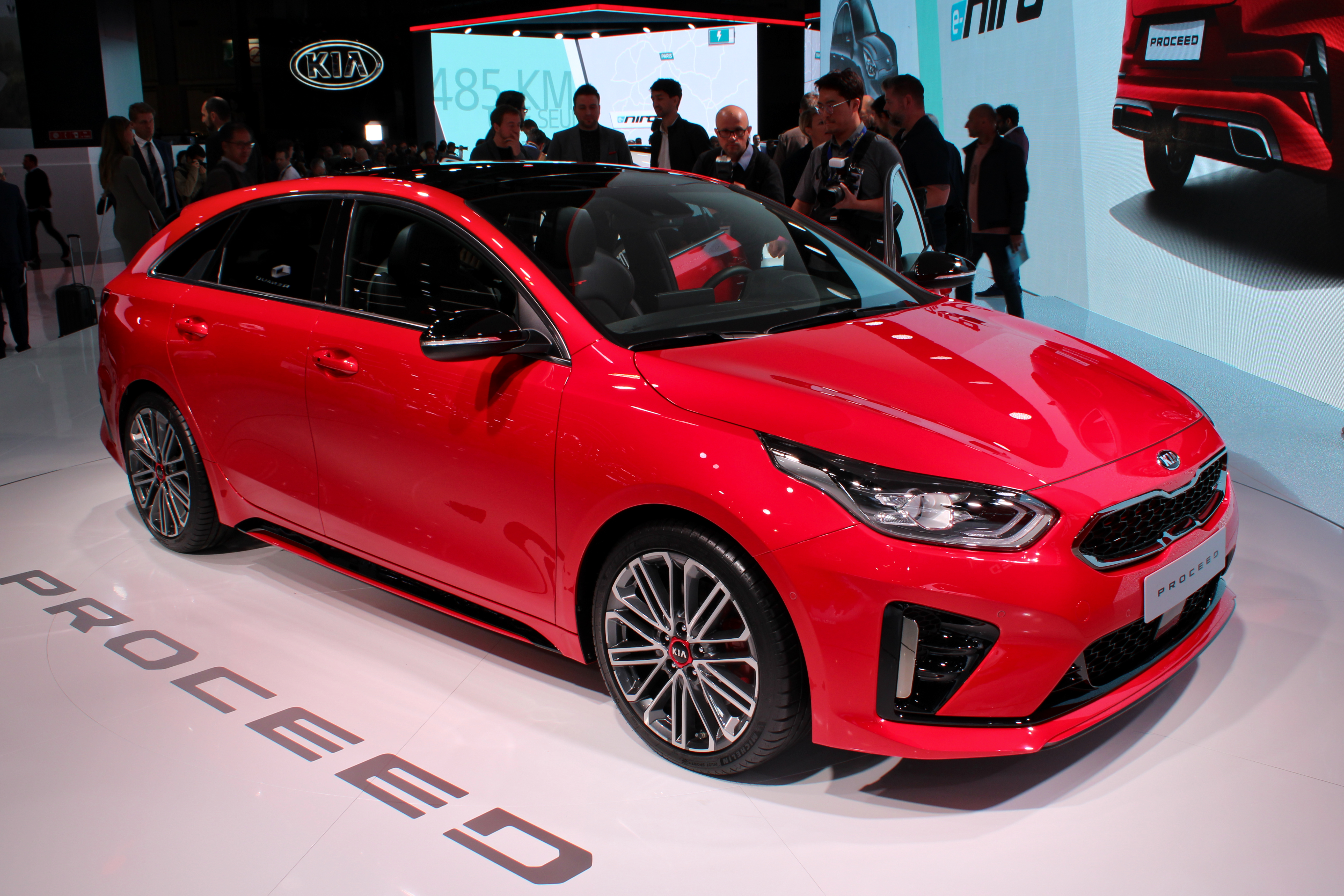
Kia ProCeed (2018–2021)
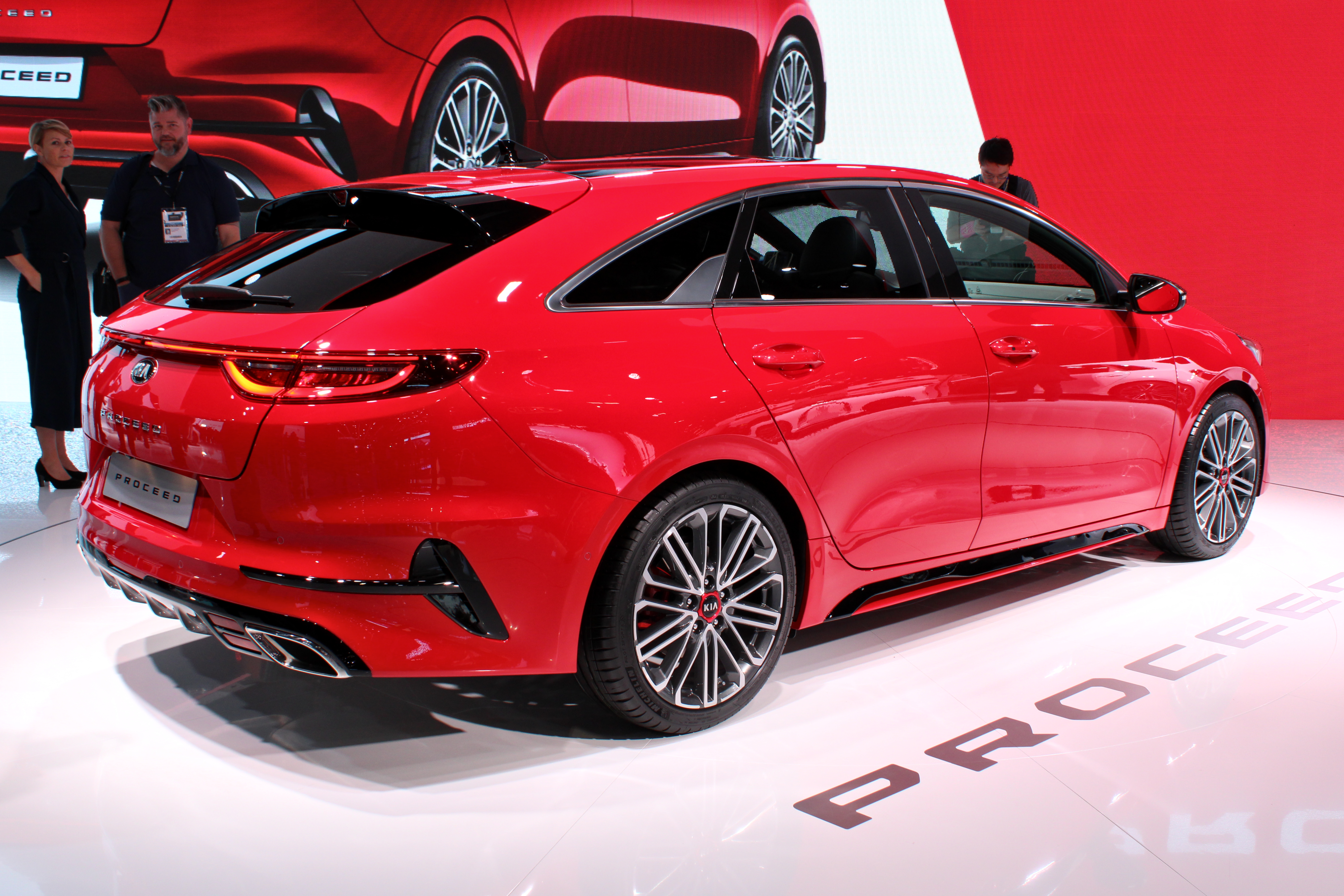
Heckansicht
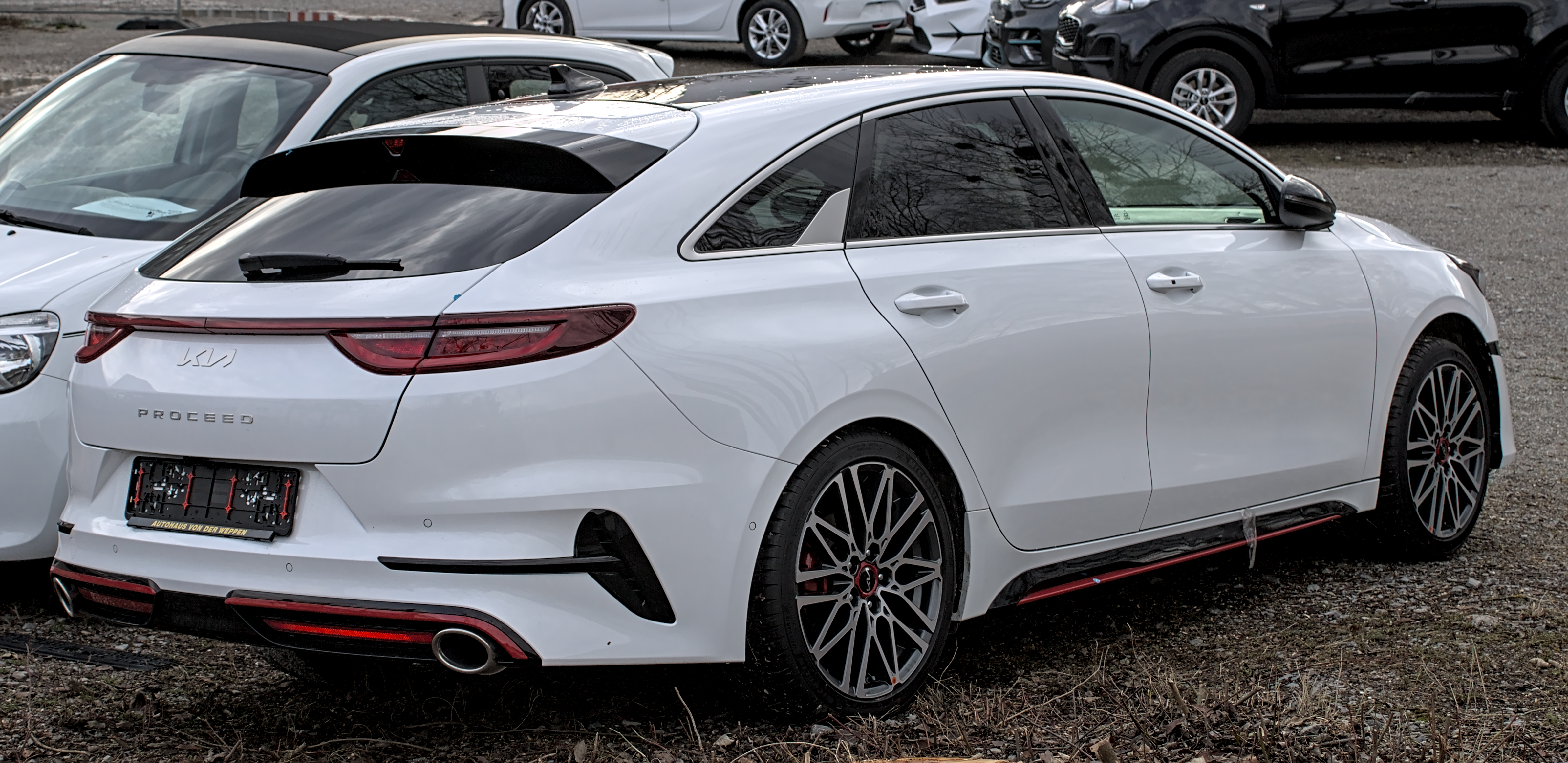
Kia ProCeed (seit 2021)
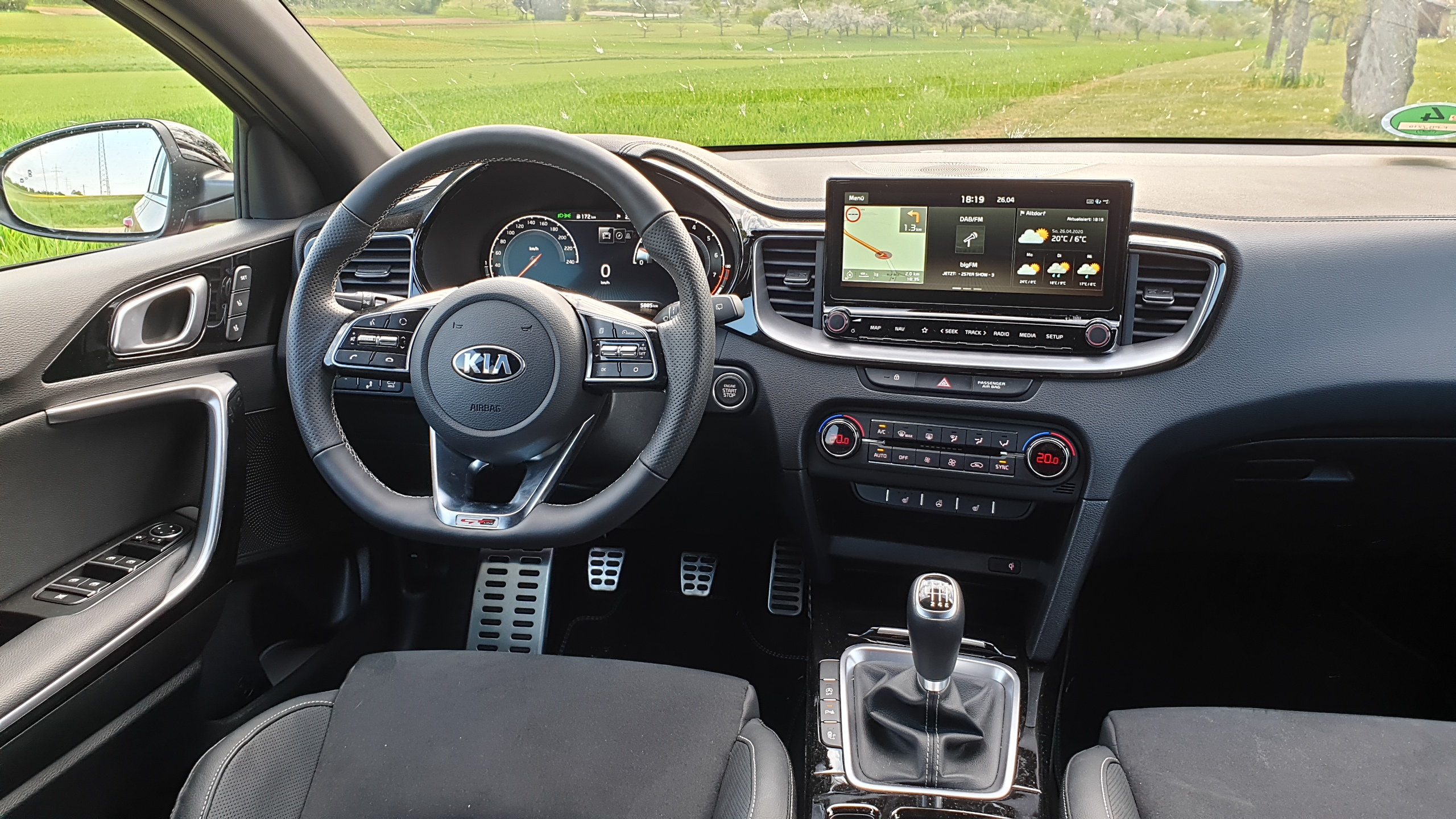
Innenansicht

## Fahrwerk
Der Ceed hat vorn MacPherson-Federbeine und hinten eine Multilenkerachse. Gegenüber dem Vorgänger gab es viele Detailänderungen am Fahrwerk – unter anderem neue Buchsen für Lenker und Stoßdämpfer, modifizierte Federraten, andere Stabilisatoren.

## Sicherheit
Mitte 2019 wurde der Ceed vom Euro NCAP auf die Fahrzeugsicherheit getestet. In der Basisausführung erhielt der Wagen vier von fünf möglichen Sternen. Da für das Modell ein Sicherheitspaket optional erhältlich ist, wurde der Ceed zusätzlich auch mit dem Sicherheitspaket getestet. Bei diesem Test erhielt er fünf von fünf Sternen.

## Technische Daten

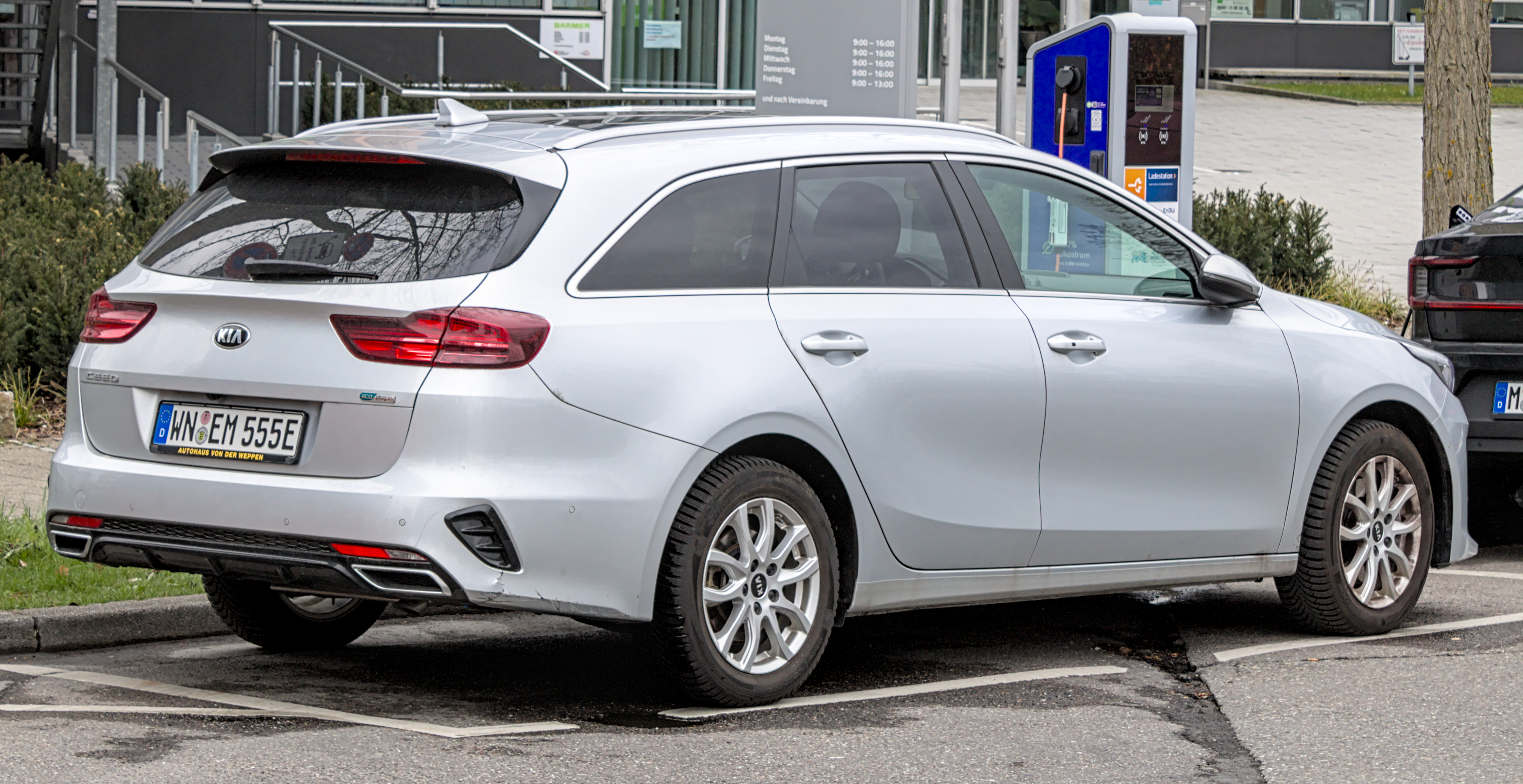
Kia Ceed SW PHEV

Zum Marktstart des Ceed standen drei Ottomotoren und ein Dieselmotor in zwei Leistungsstufen zur Auswahl. Die jeweils stärksten Motoren sind auch mit einem 7-Gang-Doppelkupplungsgetriebe erhältlich. Alle Motoren stehen auch in der dritten Generation des Hyundai i30 zur Wahl. Eine sportliche GT-Variante war bis 2024 auch erhältlich, sie baut jedoch nicht auf dem Hyundai i30 N auf. Anfang 2020 wurde für den Ceed Kombi auch eine Plug-in-Hybrid-Version mit dem Antrieb aus dem Kia Niro PHEV in den Markt eingeführt. Mit der Umstellung auf die Abgasnorm Euro 6e wurde die Antriebspalette im Frühjahr 2024 überarbeitet.
|                                                              | 1.0 T-GDi                                                      | 1.0 T-GDi                                                      | 1.0 T-GDi                                                      | 1.0 T-GDi                                                      | 1.0 T-GDi                                                      | 1.4                                               | 1.4 T-GDi                                                      | 1.5 T-GDI                                                      | 1.5 T-GDI                                                      | 1.6 T-GDi                                                      | 1.6 T-GDi                                                      | 1.6 GDI Plug-in-Hybrid                          | 1.6 GDI Plug-in-Hybrid                          | 1.6 CRDi                                                       | 1.6 CRDi                                                       | 1.6 CRDi                                                       |
| ------------------------------------------------------------ | -------------------------------------------------------------- | -------------------------------------------------------------- | -------------------------------------------------------------- | -------------------------------------------------------------- | -------------------------------------------------------------- | ------------------------------------------------- | -------------------------------------------------------------- | -------------------------------------------------------------- | -------------------------------------------------------------- | -------------------------------------------------------------- | -------------------------------------------------------------- | ----------------------------------------------- | ----------------------------------------------- | -------------------------------------------------------------- | -------------------------------------------------------------- | -------------------------------------------------------------- |
| Bauzeitraum:                                                 | 08/2019–03/2021                                                | 04/2021–04/2024                                                | seit 05/2024                                                   | 06/2018–03/2021                                                | 04/2021–04/2024                                                | 06/2018–08/2019                                   | 06/2018–03/2021                                                | seit 05/2024                                                   | 03/2021–04/2024                                                | 12/2018–03/2021                                                | 03/2021–04/2024                                                | 01/2020–09/2020                                 | 09/2020–08/2024                                 | 06/2018–12/2020                                                | 06/2018–03/2021                                                | 03/2021–04/2024                                                |
| Motortyp:                                                    | R3-Ottomotor                                                   | R3-Ottomotor                                                   | R3-Ottomotor                                                   | R3-Ottomotor                                                   | R3-Ottomotor                                                   | R4-Ottomotor                                      | R4-Ottomotor                                                   | R4-Ottomotor                                                   | R4-Ottomotor                                                   | R4-Ottomotor                                                   | R4-Ottomotor                                                   | R4-Ottomotor + Elektromotor                     | R4-Ottomotor + Elektromotor                     | R4-Dieselmotor                                                 | R4-Dieselmotor                                                 | R4-Dieselmotor                                                 |
| Motorbauart:                                                 | Dreizylinder-Reihenmotor mit Direkteinspritzung und Turbolader | Dreizylinder-Reihenmotor mit Direkteinspritzung und Turbolader | Dreizylinder-Reihenmotor mit Direkteinspritzung und Turbolader | Dreizylinder-Reihenmotor mit Direkteinspritzung und Turbolader | Dreizylinder-Reihenmotor mit Direkteinspritzung und Turbolader | Vierzylinder-Reihenmotor mit Saugrohreinspritzung | Vierzylinder-Reihenmotor mit Direkteinspritzung und Turbolader | Vierzylinder-Reihenmotor mit Direkteinspritzung und Turbolader | Vierzylinder-Reihenmotor mit Direkteinspritzung und Turbolader | Vierzylinder-Reihenmotor mit Direkteinspritzung und Turbolader | Vierzylinder-Reihenmotor mit Direkteinspritzung und Turbolader | Vierzylinder-Reihenmotor mit Direkteinspritzung | Vierzylinder-Reihenmotor mit Direkteinspritzung | Vierzylinder-Dieselmotor mit Direkteinspritzung und Turbolader | Vierzylinder-Dieselmotor mit Direkteinspritzung und Turbolader | Vierzylinder-Dieselmotor mit Direkteinspritzung und Turbolader |
| Hubraum:                                                     | 998 cm³                                                        | 998 cm³                                                        | 998 cm³                                                        | 998 cm³                                                        | 998 cm³                                                        | 1368 cm³                                          | 1353 cm³                                                       | 1482 cm³                                                       | 1482 cm³                                                       | 1591 cm³                                                       | 1591 cm³                                                       | 1580 cm³                                        | 1580 cm³                                        | 1598 cm³                                                       | 1598 cm³                                                       | 1598 cm³                                                       |
| max. Leistung bei min-1:                                     | 74 kW (100 PS)/ 4500                                           | 74 kW (100 PS)/ 4500                                           | 74 kW (100 PS)/ 6000                                           | 88 kW (120 PS)/ 6000                                           | 88 kW (120 PS)/ 6000                                           | 73 kW (99 PS)/ 6000                               | 103 kW (140 PS)/ 6000                                          | 103 kW (140 PS)/ 5500                                          | 118 kW (160 PS)/ 5500                                          | 150 kW (204 PS)/ 6000                                          | 150 kW (204 PS)/ 6000                                          | 104 kW (141 PS)/ 5700 (1)                       | 104 kW (141 PS)/ 5700 (1)                       | 85 kW (115 PS)/ 4000                                           | 100 kW (136 PS)/ 4000                                          | 100 kW (136 PS)/ 4000                                          |
| max. Drehmoment bei min-1:                                   | 172 Nm/1500–4000                                               | 172 Nm/1500–4000                                               | 172 Nm/1500–3500                                               | 172 Nm/1500–4000                                               | 172 Nm/1500–4000                                               | 134 Nm/3500                                       | 242 Nm/1500–3200                                               | 253 Nm/1500–3000                                               | 253 Nm/1500–3500                                               | 265 Nm/1500–4500                                               | 265 Nm/1500–4500                                               | 265 Nm/1000–2400 (2)                            | 265 Nm/4000 (2)                                 | 280 Nm/1500–2750                                               | 280 Nm/1500–3000 [320 Nm / 2000–2250]                          | 280 Nm/1500–3000 [320 Nm / 2000–2250]                          |
| Antriebsart:                                                 | Vorderradantrieb                                               | Vorderradantrieb                                               | Vorderradantrieb                                               | Vorderradantrieb                                               | Vorderradantrieb                                               | Vorderradantrieb                                  | Vorderradantrieb                                               | Vorderradantrieb                                               | Vorderradantrieb                                               | Vorderradantrieb                                               | Vorderradantrieb                                               | Vorderradantrieb                                | Vorderradantrieb                                | Vorderradantrieb                                               | Vorderradantrieb                                               | Vorderradantrieb                                               |
| Getriebe, serienmäßig:                                       | 6-Gang-Schaltgetriebe                                          | 6-Gang-Schaltgetriebe                                          | 6-Gang-Schaltgetriebe                                          | 6-Gang-Schaltgetriebe                                          | 6-Gang-Schaltgetriebe                                          | 6-Gang-Schaltgetriebe                             | 6-Gang-Schaltgetriebe                                          | 6-Gang-Schaltgetriebe                                          | 6-Gang-Schaltgetriebe                                          | 6-Gang-Schaltgetriebe                                          | 7-Gang-DCT                                                     | 6-Gang-DCT                                      | 6-Gang-DCT                                      | 6-Gang-Schaltgetriebe                                          | 6-Gang-Schaltgetriebe                                          | 6-Gang-Schaltgetriebe                                          |
| Getriebe, optional:                                          | —                                                              | —                                                              | —                                                              | —                                                              | —                                                              | —                                                 | [7-Gang-DCT]                                                   | [7-Gang-DCT]                                                   | [7-Gang-DCT]                                                   | [7-Gang-DCT]                                                   | —                                                              | —                                               | —                                               | [7-Gang-DCT] (3)                                               | [7-Gang-DCT]                                                   | [7-Gang-DCT]                                                   |
| Höchstgeschwindigkeit, Schrägheck:                           | 183 km/h                                                       | 183 km/h                                                       | 178 km/h                                                       | 187–190 km/h                                                   | 190 km/h                                                       | 183 km/h                                          | 208–210 km/h [206 km/h]                                        | 197 km/h [197 km/h]                                            | 210 km/h [210 km/h]                                            | 230 km/h [225 km/h]                                            | 225 km/h                                                       | —                                               | —                                               | 192 km/h [192 km/h]                                            | 198–200 km/h [200 km/h]                                        | 200 km/h [200 km/h]                                            |
| Höchstgeschwindigkeit, Kombi:                                | 183 km/h                                                       | 183 km/h                                                       | 178 km/h                                                       | 190 km/h                                                       | 190 km/h                                                       | 183 km/h                                          | 208–210 km/h [206 km/h]                                        | 197 km/h [197 km/h]                                            | 210 km/h [210 km/h]                                            | —                                                              | —                                                              | 168–200 km/h (elektrisch: 120 km/h)             | 168–200 km/h (elektrisch: 120 km/h)             | 192 km/h [192 km/h]                                            | 200 km/h [200 km/h]                                            | 200 km/h [200 km/h]                                            |
| Höchstgeschwindigkeit, Shooting Brake:                       | —                                                              | —                                                              | —                                                              | 190 km/h                                                       | —                                                              | —                                                 | 210 km/h [205 km/h]                                            | [197 km/h]                                                     | 210 km/h [210 km/h]                                            | 230 km/h [225 km/h]                                            | 225 km/h                                                       | —                                               | —                                               | —                                                              | 200 km/h [200 km/h]                                            | —                                                              |
| Beschleunigung, 0–100 km/h, Schrägheck:                      | 11,8 s                                                         | 11,8 s                                                         | 13,1 s                                                         | 11,1–11,3 s                                                    | 11,2 s                                                         | 12,6 s                                            | 8,9–9,1 s [9,2 s]                                              | 9,5 s [9,7 s]                                                  | 8,4 s [8,6 s]                                                  | 7,5 s [7,4 s]                                                  | 7,4 s                                                          | —                                               | —                                               | 10,9 s [10,9 s]                                                | 10,2–10,4 s [9,9 s]                                            | 10,2 s [9,9 s]                                                 |
| Beschleunigung, 0–100 km/h, Kombi:                           | 12,0 s                                                         | 12,0 s                                                         | 13,3 s                                                         | 11,3 s                                                         | 11,4 s                                                         | 12,9 s                                            | 9,1–9,3 s [9,4 s]                                              | 9,7 s [9,9 s]                                                  | 8,6 s [8,8 s]                                                  | —                                                              | —                                                              | 10,8 s                                          | 10,8 s                                          | 11,1 s [11,1 s]                                                | 10,4 s [10,1 s]                                                | 10,4 s [10,1 s]                                                |
| Beschleunigung, 0–100 km/h, Shooting Brake:                  | —                                                              | —                                                              | —                                                              | 11,1 s                                                         | —                                                              | —                                                 | 9,1 s [9,4 s]                                                  | [9,9 s]                                                        | 8,6 s [8,8 s]                                                  | 7,6 s [7,7 s]                                                  | 7,5 s                                                          | —                                               | —                                               | —                                                              | 10,4 s [10,1 s]                                                | —                                                              |
| Kraftstoffverbrauch auf 100 km (kombiniert), Schrägheck:     | 5,2–5,5 l Super                                                | 5,1–5,8 l Super                                                | 6,0–6,4 l Super                                                | 5,4–5,6 l Super                                                | 5,1–5,8 l Super                                                | 6,0–6,4 l Super                                   | 5,6–5,9 l Super [5,7 l Super]                                  | 6,3 l Super [6,3 l Super]                                      | 5,3–5,8 l Super [5,3–5,8 l Super]                              | 6,8 l Super [6,2 l Super]                                      | 6,5 l Super                                                    | —                                               | —                                               | 4,0 l Diesel [4,0–4,2 l Diesel]                                | 4,0–4,3 l Diesel [4,3 l Diesel]                                | 3,9–4,2 l Diesel [4,0–4,2 l Diesel]                            |
| Kraftstoffverbrauch auf 100 km (kombiniert), Kombi:          | 5,2–5,5 l Super                                                | 5,1–5,8 l Super                                                | 6,0–6,4 l Super                                                | 5,2–5,5 l Super                                                | 5,1–5,8 l Super                                                | 6,1–6,4 l Super                                   | 5,6–5,9 l Super [5,5–5,7 l Super]                              | 6,3 l Super [6,3 l Super]                                      | 5,3–5,8 l Super [5,3–5,8 l Super]                              | —                                                              | —                                                              | 1,1–1,3 l Super + 9,3–11,2 kWh                  | 1,1–1,3 l Super + 9,3–11,2 kWh                  | 3,9–4,0 l Diesel [4,0–4,1 l Diesel]                            | 3,9–4,3 l Diesel [4,2–4,3 l Diesel]                            | 3,9–4,2 l Diesel [4,0–4,2 l Diesel]                            |
| Kraftstoffverbrauch auf 100 km (kombiniert), Shooting Brake: | —                                                              | —                                                              | —                                                              | 5,2–5,5 l Super                                                | —                                                              | —                                                 | 5,7–5,9 l Super [5,5–5,9 l Super]                              | [6,3 l Super]                                                  | 5,3–5,8 l Super [5,3–5,8 l Super]                              | 6,8 l Super [6,2 l Super]                                      | 6,5 l Super                                                    | —                                               | —                                               | —                                                              | 3,9–4,3 l Diesel [4,2–4,3 l Diesel]                            | —                                                              |
| CO2-Emission, kombiniert, Schrägheck:                        | 118–126 g/km                                                   | 116–133 g/km                                                   | 137–146 g/km                                                   | 122–128 g/km                                                   | 116–133 g/km                                                   | 137–145 g/km                                      | 128–135 g/km [129 g/km]                                        | 142 g/km [143 g/km]                                            | 121–132 g/km [119–132 g/km]                                    | 155 g/km [142 g/km]                                            | 147 g/km                                                       | —                                               | —                                               | 104 g/km [105–108 g/km]                                        | 104–111 g/km [111 g/km]                                        | 102–109 g/km [106–111 g/km]                                    |
| CO2-Emission, kombiniert, Kombi:                             | 118–126 g/km                                                   | 116–133 g/km                                                   | 137–146 g/km                                                   | 120–126 g/km                                                   | 116–133 g/km                                                   | 139–145 g/km                                      | 128–135 g/km [125–129 g/km]                                    | 142 g/km [143 g/km]                                            | 121–132 g/km [119–132 g/km]                                    | —                                                              | —                                                              | 28–34 g/km                                      | 28–30 g/km                                      | 101–104 g/km [105–108 g/km]                                    | 104–111 g/km [109–111 g/km]                                    | 102–109 g/km [106–111 g/km]                                    |
| CO2-Emission, kombiniert, Shooting Brake:                    | —                                                              | —                                                              | —                                                              | 118–126 g/km                                                   | —                                                              | —                                                 | 130–135 g/km [125–133 g/km]                                    | [143 g/km]                                                     | 121–132 g/km [119–132 g/km]                                    | 155 g/km [142 g/km]                                            | 147 g/km                                                       | —                                               | —                                               | —                                                              | 104–111 g/km [109–111 g/km]                                    | —                                                              |
| Abgasnorm nach EU-Klassifikation:                            | Euro 6d-TEMP                                                   | Euro 6d                                                        | Euro 6e                                                        | Euro 6d-TEMP                                                   | Euro 6d                                                        | Euro 6d-TEMP                                      | Euro 6d-TEMP                                                   | Euro 6e                                                        | Euro 6d                                                        | Euro 6d-TEMP                                                   | Euro 6d                                                        | Euro 6d-TEMP                                    | Euro 6d                                         | Euro 6d-TEMP                                                   | Euro 6d-TEMP                                                   | Euro 6d                                                        |